# Ф'ючерсний контракт
Ф'ю́черсний контра́кт — стандартний документ, який засвідчує зобов'язання придбати (продати) базовий актив у визначений час та на визначених умовах у майбутньому, з фіксацією цін на момент виконання зобов'язань сторонами контракту. Базовим активом можуть бути, зокрема, цінні папери, товари (у тому числі ще не виготовлені) або кошти. При цьому будь-яка сторона Ф. к. має право відмовитися від його виконання винятково за наявності згоди іншої сторони контракту або у випадках, визначених цивільним законодавством. Покупець Ф. к. має право продати такий контракт протягом строку його дії іншим особам без погодження умов такого продажу з продавцем контракту.

## Загальні положення
Ф'ючерсний контракт на біржі стандартизований за всіма параметрами, крім одного — ціни товару, що поставляється, яка визначається в процесі біржових торгів. Стандартизація ф'ючерсного контракту включає уніфікацію наступних основних показників: споживча вартість товару, його кількість і ринкові умови обігу, вид товару, розміри партії товару, умови і терміни постачання, форма оплати, санкції за порушення умов контракту, порядок арбітражу та ін.
У зв'язку з цим ф'ючерсні контракти високоліквідні, для них існує широкий вторинний ринок, оскільки за своїми умовами вони однакові для всіх інвесторів. При здійсненні угоди на біржі продавець контракту бере на себе зобов'язання продати, а покупець — купити визначену кількість біржового товару у визначений термін у майбутньому за ціною, обумовленою в момент угоди. При цьому говориться, що вони відкривають позиції. Важливою особливістю ф'ючерсної торгівлі, що випливає з її стандартизації, є знеособленість контракту. Сторонами у ф'ючерсному контракті виступають не продавець і покупець, а продавець і Розрахункова палата чи покупець і Розрахункова палата біржі. Це дозволяє продавцю і покупцю діяти незалежно один від одного, тобто ліквідувати свої зобов'язання за раніше оформленим контрактом шляхом закриття позиції.
Закриття позиції здійснюється шляхом здійснення офсетної угоди чи постачанням активу. Угоду, за якої закривають відкриту позицію, називають офсетною.
Офсетна угода — це протилежна угода, тобто продавець повинен купити, а покупець — продати актив. При цьому учасник ф'ючерсної торгівлі більше не несе зобов'язань виконання контракту, він перекладає їх на свого нового контрагента. Таким чином, кількість відкритих позицій кожного учасника ф'ючерсної торгівлі дорівнює абсолютній величині різниці між числом проданих і куплених ним контрактів. Якщо учасник контракту бажає здійснити чи прийняти постачання, він не ліквідує свою позицію до дня постачання й у встановленому порядку інформує палату про готовність виконувати свої конкретні зобов'язання. У цьому випадку Розрахункова палата вибирає сторону з протилежною позицією, що не була закрита з наступною офсетною угодою і повідомляє її про необхідність поставити чи прийняти необхідний актив. Абсолютна більшість позицій інвесторів за ф'ючерсними контрактами ліквідується ними в процесі дії контрактів за допомогою офсетних угод і тільки 2-5 % контрактів закінчуються реальними поставками. Щоб не допустити надмірної спекуляції на ф'ючерсних контрактах і посилити систему гарантій їх виконання, біржа встановлює за кожним видом контракту ліміт відхилення ф'ючерсної ціни поточного дня від котирувальної ціни попереднього.

## Вимоги до стандартної форми
Ф'ючерсний контракт повинен мати такі реквізити:
- назва контракту;
- вид контракту (з поставкою або без поставки базового активу);
- сторони контракту;
- базовий актив контракту та його характеристики (емітент, вид та кількість цінних паперів, його номінальна вартість, термін обігу, інші відомості для цінних паперів; вид та кількість валюти — для коштів; кількість, асортимент — для інших товарів);
- обсяг контракту;
- розмір початкової маржі;
- механізм визначення ціни на момент виконання;
- ціна виконання;
- одиниця вимірювання ціни;
- термін виконання;
- відповідальність сторін у разі невиконання чи неналежного виконання зобов'язань, встановлених цим контрактом;
- порядок розгляду спорів, що виникають під час укладення та виконання контракту;
- адреси, підписи, печатки, реквізити банківських рахунків (для юридичних осіб) та паспортні дані (для фізичних осіб) сторін контракту.

## Виноски
1. 1 2  Положення про вимоги до стандартної (типової) форми деривативів, затв. постановою Кабінету Міністрів України від 19 квітня 1999 р. №632.